# 중탄산 칼륨
중탄산 칼륨(영어: potassium bicarbonate)은 화학식이 KHCO3인 무기 화합물이다. 흰색 고체이다.

## 생성 및 반응성
탄산칼륨 수용액을 이산화탄소로 처리하여 제조된다.
K2CO3 + CO2 + H2O → 2 KHCO3
중탄산염의 분해는 100~120 °C(212~248 °F) 사이에서 발생한다.
2 KHCO3 → K2CO3 + CO2 + H2O
이 반응은 고순도 탄산칼륨을 제조하는 데 사용된다.